# Enchylaena
Enchylaena là chi thực vật có hoa trong họ Amaranthaceae.